# Бакки (тираннозавр)

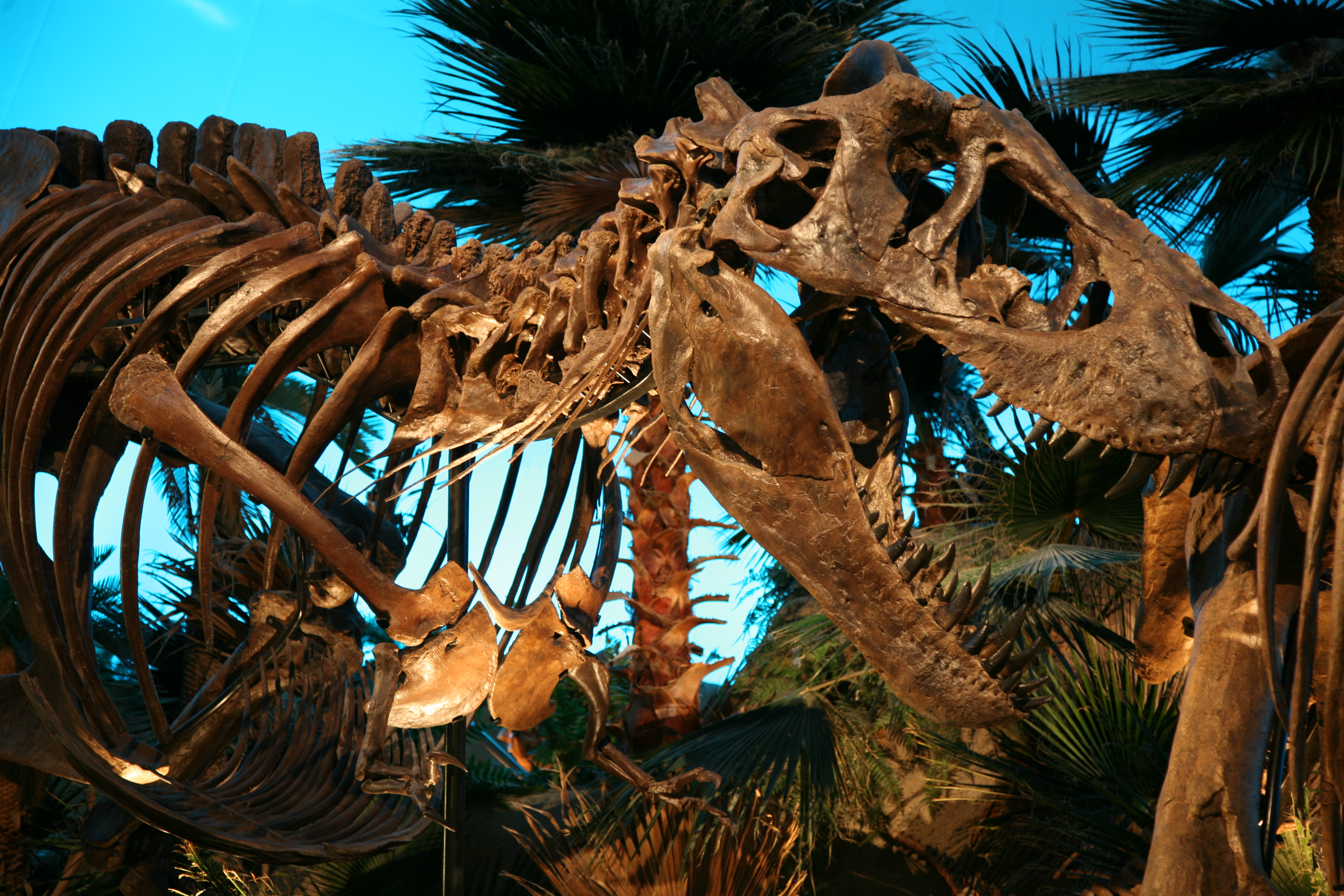
Бакки

Бакки (англ. Bucky) — молодой окаменевший тираннозавр, расположенный на выставке «Диносфера» (Dinosphere exhibit) в Детском музее Индианаполиса. Это первый неполовозрелый динозавр, который был размещён на постоянной выставке в музее, и первый, опознанный по отличиям вилочки.

## Описание
У Бакки птицеподобная структура скелета, он — единственный динозавр, найденный с вилочкой. Вилочка, или плавленая ключица — бумерангообразный «рычаг» в 29 сантиметров в ширину и 14 сантиметров в длину. Бакки — единственный тираннозавр, найденный с данной костью. Эта вилочка считается связующим звеном между динозаврами и птицами, вокруг неё идёт дискуссия о происхождении птиц. Также у Бакки сохранился почти полный набор брюшных рёбер. На сегодняшний момент изучено и подтверждено 34 % его костей (101 штука). Из более чем 40 найденных тираннозавров, Бакки — шестой по степени полноты скелета, а его хвост — третий среди наилучшим образом сохранившихся хвостов тираннозавров, и его позвоночник до конца таза почти полон. Череп Бакки реконструирован по образцам других найденных скелетов тираннозавров.

## Демонстрация

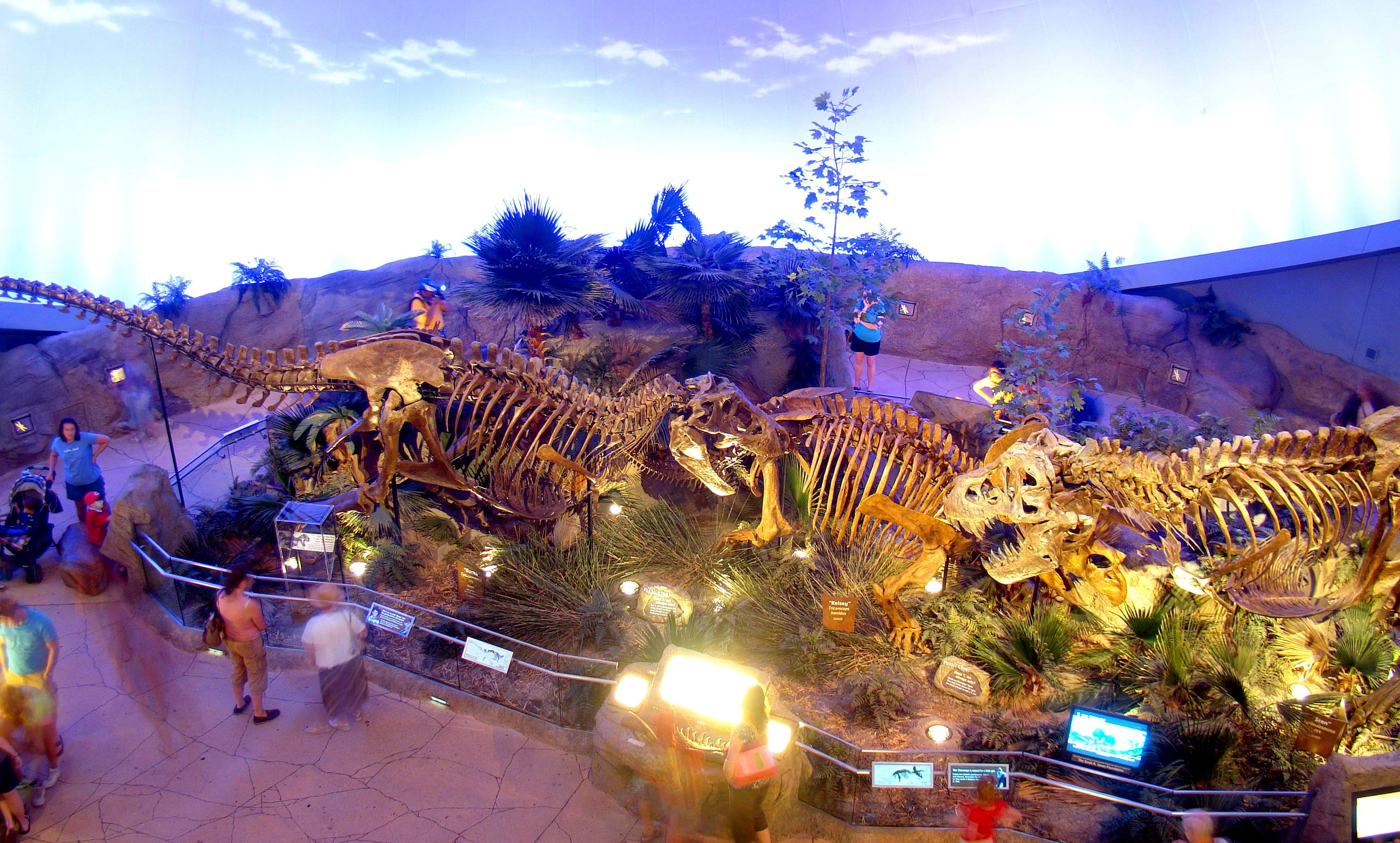
Вид сцены охоты целиком

Бакки и ещё один взрослый динозавр, Стэн (Stan), выставлены в Детском музее Индианополиса охотящимися на трицератопса Келси (Kelsey the Triceratops). Бакки атакует Келси сзади, в то время как Стэн сбоку отвлекает внимание Келси. Исход боя не совсем определён. Бакки показывают с полным набором рёбер, что нетипично для других известных представителей тираннозавров.

## Открытие
Остатки динозавра были найдены в 1998 году в Хелл Крик рядом с городом Фэйт (Faith) в Южной Дакоте. Скелет принесло водой в неглубокую низину, рядом с костями эдмонтозавра и трицератопса. Он был обнаружен ковбоем, владельцем ранчо Бакки Дерфлингером (Bucky Derflinger). Раскоп вокруг костей был размером 46 на 9,1 м, или около 420 квадратных метров. Бакки хорошо сохранился, и легко был извлечён институтом Блек Хиллс (Black Hills Institute of Geological Research, Inc.), так как окружавшая его почва была мягкой.
Бакки Дерфлингеру на момент находки динозавра было 20 лет; он объезжал лошадь своего отца, когда нашёл кость ноги динозавра. Кроме того, он нашёл на земле своего отца ещё одного тираннозавра и остатки гадрозавридов. Он был самым молодым открывателем динозавров, и собирал их кости с 9 лет.

## Комментарии
1. ↑  Некоторые палеонтологи предполагают ряд признаков, с помощью которых можно определить пол тираннозавров, и согласно их версии Бакки — женского пола; однако, это не общепризнанная версия[1].